# テオ・メイヤー
テオドルス・ヨハネス・"テオ"・メイヤー（Theodorus Johannes "Theo" Meijer 、1965年2月18日 - ）はオランダのユトレヒト州・アメルスフォールト出身の柔道選手。現役時代は95kg級の選手。身長194cm。

## 人物
1983年の世界ジュニア86kg級で3位になった。その後階級を95kg級に上げると、1987年の世界選手権では決勝まで進むが、須貝等に送足払と内股で有効を取られて敗れるものの2位となった。翌年の1988年ソウルオリンピックでは準々決勝で敗れてメダルを獲得できなかった。1992年バルセロナオリンピックでは、準決勝でハンガリーのアンタル・コバチに有効で敗れるが銅メダルを獲得した。
現在は柔道、柔術、空手などの武道やフィットネス、テニス、スカッシュなどのコースを有する総合スポーツジムを経営している。

## 主な戦績
86kg級での戦績
- 1982年 - ヨーロッパジュニア　3位
- 1983年 - ベルギー国際　優勝
- 1983年 - 世界ジュニア　3位

95kg級での戦績
- 1984年 - ベルギー国際　3位
- 1984年 - ヨーロッパジュニア　2位
- 1985年 - ベルギー国際　3位
- 1985年 - イギリス国際　優勝
- 1985年 - オランダ国際　3位
- 1985年 - ヨーロッパジュニア　優勝
- 1987年 - ハンガリー国際　優勝
- 1987年 - 世界選手権　2位
- 1989年　- 正力国際　2位
- 1989年 - オランダ国際　2位
- 1989年 - ヨーロッパ選手権　3位
- 1990年 - フランス国際　3位
- 1990年 - オランダ国際　優勝
- 1990年 - オーストリア国際　優勝
- 1991年 - フランス国際　2位
- 1991年 - オランダ国際　3位
- 1991年 - ヨーロッパ選手権　優勝
- 1992年　- 正力国際　優勝
- 1992年 - フランス国際　2位
- 1992年 - ポーランド国際　2位
- 1992年 - バルセロナオリンピック　3位
- 1993年　- ポーランド国際　3位
- 1993年 - オランダ国際　優勝